# Сэндвич с тунцом
Сэндвич с тунцом или сэндвич с салатом из тунца (англ. Tuna sandwich или Tuna salad sandwich) — сэндвич, приготовленный из консервированного тунца, майонеза, и других ингредиентов, таких как сельдерей, лук, помидоры, листья салата, яблоко, огурец, варёные яйца, маринованные овощи. Его обычно подают на нарезанном хлебе.
Сэндвич с тунцом получил наибольшее распространение в США, где в настоящее время 52 % консервированного тунца используется для приготовления сэндвичей. Сэндвич с тунцом называют «основой детства почти каждого американца».

## История
Популярность блюда начала расти в начале XX века, но сэндвичи с тунцом уже подавались в домах XIX века. В 1893 году Делл Монтджой Брэдли, светская львица из Нью-Йорка, написала кулинарную книгу для гурманов под названием «Напитки и сэндвичи для друзей вашего мужа». Она включила в неё рецепт сэндвича из импортного тунца, который она описала итальянским словом «tonno».
Сэндвич «символизирует дух рабочего класса Америки», а его статус «основан на трёх продуктах быстрого приготовления, появившихся после промышленной революции: консервированном тунце, нарезанном пшеничном хлебе и майонезе», по словам лауреата премии Фонда Джеймса Бирда Мари Уехары. Консервирование тунца началось в Соединённых Штатах около 1904 года, и к 1920-м годам он стал всё более популярным как более дешевая альтернатива консервированному лососю. Немецкий иммигрант Рихард Хеллманн начал массовое производство майонеза, другого основного ингредиента салата из тунца, в Нью-Йорке около 1905 года для использования в коммерческих предприятиях общественного питания. К 1912 году он продавал розничным покупателям стеклянные банки с широким горлом майонеза под торговой маркой Hellmann’s. Коммерческий нарезанный хлеб появился в Соединенных Штатах в 1928 году, продавался по всей стране к 1930 году и составлял большую часть продаж хлеба в США к 1933 году.
Рубен Суинберн Клаймер был великим магистром Fraternitas Rosae Crucis, американской организации розенкрейцеров с 1922 по 1966 год. Он был сторонником пескетарианской или рыбной/вегетарианской диеты. В 1917 году он стал соавтором «Кулинарной книги помощи Розенкрейцеров» вместе с Кларой Витт. В книгу входил рецепт сэндвичей с морепродуктами, включая вариации консервированного лосося, консервированных креветок и консервированного тунца. Морепродукты вынимались из банки, помещались на ломтики хлеба с маслом, намазанные чайной ложкой майонеза, и добавлялся лист салата. В кулинарной книге, опубликованной в 1924 году, был рецепт приготовления партии из 50 сэндвичей с тунцом. Рецепт включал консервированного тунца, рубленый сельдерей и отварную заправку, альтернативу майонезу. Салат из тунца подавался между ломтиками хлеба с маслом.
Спрос на консервированного тунца в 1930-х годах превышал предложение. Во время Второй мировой войны Управление по ценовому регулированию потребовало, чтобы рестораны в столичном районе Нью-Йорка размещали на видном месте цены на 40 «основных продуктов питания». Среди них был «Сэндвич с салатом из тунца».
Консервированный тунец стал более распространенным в Соединённых Штатах в конце 1940-х годов. В 1950 году было произведено 8 500 000 фунтов консервированного тунца, и Министерство сельского хозяйства США классифицировало его как «изобильную пищу».
Известные американские шеф-повара XX века, включая Джеймса Бирда, Джулию Чайлд, Крейга Клейборна, автора кулинарной книги Comfort Food Сью Крейцман, а также шеф-повара и телеведущего Дэвида Розенгартена представили свои рецепты сэндвича с тунцом.

## Ингредиенты
Сэндвич с тунцом обычно готовят из консервированного тунца, смешанного с майонезом и другими добавками, такими как рубленый сельдерей, каперсы, солёные огурцы или приправа из солений, сваренные вкрутую яйца, лук, огурец, кукуруза, чёрные оливки. В других рецептах вместо или в дополнение к майонезу можно использовать оливковое масло, салатный крем (соус), горчицу или йогурт. Сэндвич можно дополнить листьями салата, помидорами, огурцами, ростками фасоли или авокадо в любой комбинации.

## Вариации
- Горячий (англ. melt, «расплавленный») сэндвич с тунцом готовится с расплавленным сыром поверх тунца или на ломтике помидора и подаётся на поджаренном хлебе. The New York Times опубликовала рецепт этого варианта в 1951 году, который она назвала «Сэндвич с тунцом в панировке»[13].
- Лодка с тунцом (англ. tuna boat) — это сэндвич с тунцом, который подаётся в булочке для хот-догов или в длинной разрезанной булочке (багете).
- Сэндвич с тунцом на гриле готовится на основе свежего тунца вместо консервированного. В 2001 году Синди Поулсин опубликовала рецепт сэндвича с тунцом Ахи, состоящего из стейка из тунца Ахи на гриле, подаваемого на булочке с маком[22]. Калифорнийская сеть ресторанов The Habit Burger Grill предлагает сэндвич с филе тунца Ахи на гриле в более чем 300 своих ресторанах[23].